# Бельмес
Бельмес (ісп. Belmez) — муніципалітет в Іспанії, у складі автономної спільноти Андалусія, у провінції Кордова. Населення — 3207 осіб (2010).
Муніципалітет розташований на відстані близько 270 км на південний захід від Мадрида, 55 км на північний захід від Кордови.
На території муніципалітету розташовані такі населені пункти: (дані про населення за 2010 рік)
- Бельмес: 2984 особи
- Донья-Рама: 53 особи
- Ель-Ентредічо: 13 осіб
- Ель-Ойо: 157 осіб

## Демографія
Динаміка населення (INE ):

## Галерея зображень

Розташування муніципалітету у провінції Кордова